# Classe Claud Jones
La Classe Claud Jones, est une classe de quatre destroyers d'escorte de l'US Navy construits entre 1956 et 1959 pour suivre la classe Dealey et actifs entre 1958 et 1974.

## Navires de la classe
| Classe Claud Jones |         |                              |                  |                 |                           |                           |                                 |        |                                     |                                     |
| Nom dans l'US Navy | Numéro  | Chantier                     | Quille posée     | Lancement       | En service dans l'US Navy | En service dans l'US Navy | Nom dans la marine indonésienne | Numéro | Service dans la marine indonésienne | Service dans la marine indonésienne |
| Nom dans l'US Navy | Numéro  | Chantier                     | Quille posée     | Lancement       | En service                | Fin                       | Nom dans la marine indonésienne | Numéro | En service                          | Etat                                |
| USS Claud Jones    | DE-1033 | Avondale Shipyard, Louisiane | 1 juin 1957      | 27 mai 1958     | 16 novembre 1958          | Vendu le 16 décembre 1974 | KRI Monginsidi                  | 343    | 1974                                | Retiré du service                   |
| USS John R. Perry  | DE-1034 | Avondale Shipyard, Louisiane | 1 Octobre 1957   | 29 juillet 1958 | 12 janvier 1959           | Vendu le 20 février 1973  | KRI Samadikun                   | 341    | 1973                                | Retiré du service                   |
| USS Charles Berry  | DE-1035 | Avondale Shipyard, Louisiane | 3 septembre 1957 | 17 mars 1959    | 25 novembre 1960          | Vendu le 31 janvier 1974  | KRI Martadinata                 | 342    | 1974                                | Retiré du service                   |
| USS McMorris       | DE-1036 | Avondale Shipyard, Louisiane | 1 octobre 1957   | 26 mai 1959     | 4 mars 1960               | Vendu le 16 décembre 1974 | KRI Ngurah Rai                  | 344    | 1974                                | Retiré du service                   |